# Zellers (Oberreute)
Zellers (westallgäuerisch: Tsellərs) ist ein Gemeindeteil der Gemeinde Oberreute im bayerisch-schwäbischen Landkreis Lindau (Bodensee).

## Geographie
Der Weiler liegt circa drei Kilometer südlich des Hauptorts Oberreute und zählt zur Region Westallgäu. Südlich und östlich des Orts verläuft die Staatsgrenze zum Sulzberg in Vorarlberg in Österreich. Direkt im Süden grenzt Zellers an Glafberg und Halden in der Gemeinde Sulzberg.

## Ortsname
Der Ortsname bezieht sich auf den Familiennamen Zeller und bedeutet (Ansiedlung) des Zeller.

## Geschichte
Zellers wurde erstmals urkundlich im Jahr 1771 bei der Vereinödung des Orts mit sieben Teilnehmern erwähnt. Eine andere Quelle geht vom Jahr 1605 aus als Zellers in einem Steuerbuch der Herrschaft Bregenz erwähnt wurde.

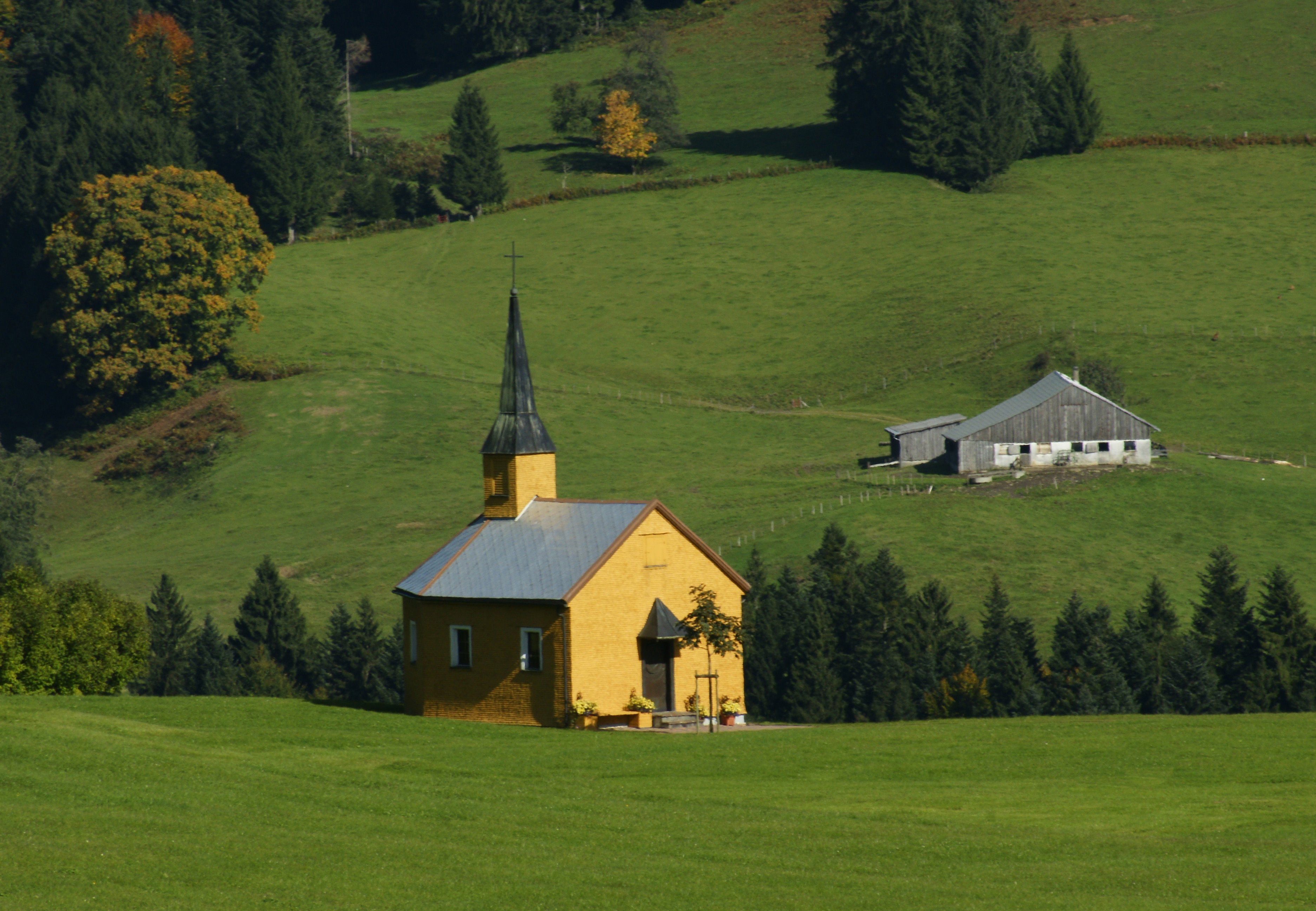
Marienkapelle Halden-Zellers

Durch die geographische Lage der Ortschaft war es historisch einfacher für die Einwohner nach Sulzberg zu gelangen als nach Oberreute. Weswegen die Geschichte des Orts nah mit der Nachbargemeinde und deren Ortsteilen verbunden ist. 1785 wurde Zellers von der Pfarrei Weiler in die Pfarrei Sulzberg umgepfarrt. Im Jahr 1818 wurden sieben Wohngebäude im Ort gezählt. 1820 erfolgt der Anschluss Zellers an die Pfarrei Oberreute. Der Bau der Marienkapelle in Halden direkt an der Grenze zwischen 1872 und 1875, erfolgte durch Bewohner von Zellers und Halden. Zwischen 1937 und 1961 existierte eine Sennereigenossenschaft mit Halden. Bis zu Auflösung 1969 besuchten die Schüler Zellers die Volksschule in Hermannsberg, Sulzberg.

### Zellerbad
Das Zellerbad war ein Heilbad, bzw. ab dem 19. Jahrhundert eine Badeeinrichtung. Erstmals wurde es im Jahr 1550 mit dem Besuch von Georg IV. von Waldburg erwähnt. 1605 wird es als Wildbad und Taferne dokumentiert. Bis ins 20. Jahrhundert wurde der Badebetrieb aufrechterhalten. Seit dem Jahr 1980 dient das Zellerbad als Erholungsheim der Augustinum Gruppe.